# Зинсхајм
Зинсхајм (њем. Sinsheim) град је у њемачкој савезној држави Баден-Виртемберг. Једно је од 54 општинска средишта округа Рајн-Некар. Према процјени из 2010. у граду је живјело 35.482 становника. Посједује регионалну шифру (AGS) 8226085.

## Географски и демографски подаци
Зинсхајм се налази у савезној држави Баден-Виртемберг у округу Рајн-Некар. Град се налази на надморској висини од 154 метра. Површина општине износи 127,0 km². У самом граду је, према процјени из 2010. године, живјело 35.482 становника. Просјечна густина становништва износи 279 становника/km².

## Међународна сарадња
| Мјесто | Држава    | Врста сарадње | Од    |
| ------ | --------- | ------------- | ----- |
| Барч   | Мађарска  | партнерство   | 1989. |
|        | Француска | партнерство   | 1976. |
| Извор  |           |               |       |